# Islamia hadei
Islamia hadei is een slakkensoort uit de familie van de Hydrobiidae. De soort is endemisch in Griekenland.
Islamia hadei werd voor het eerst wetenschappelijk beschreven als Horatia hadei door E. Gittenberger (1982).